# Santrampur
Santrampur é uma cidade e um município no distrito de Panch Mahals, no estado indiano de Gujarat.

## Demografia
Segundo o censo de 2001, Santrampur tinha uma população de 15 781 habitantes. Os indivíduos do sexo masculino constituem 52% da população e os do sexo feminino 48%. Santrampur tem uma taxa de literacia de 74%, superior à média nacional de 59,5%: a literacia no sexo masculino é de 81% e no sexo feminino é de 66%. Em Santrampur, 13% da população está abaixo dos 6 anos de idade.